# Erich Schenk
Erich Schenk (* 5. Mai 1902 in Salzburg, Österreich-Ungarn; † 11. Oktober 1974 in Wien) war ein österreichischer Musikhistoriker.

## Persönliches und wissenschaftliche Biographie

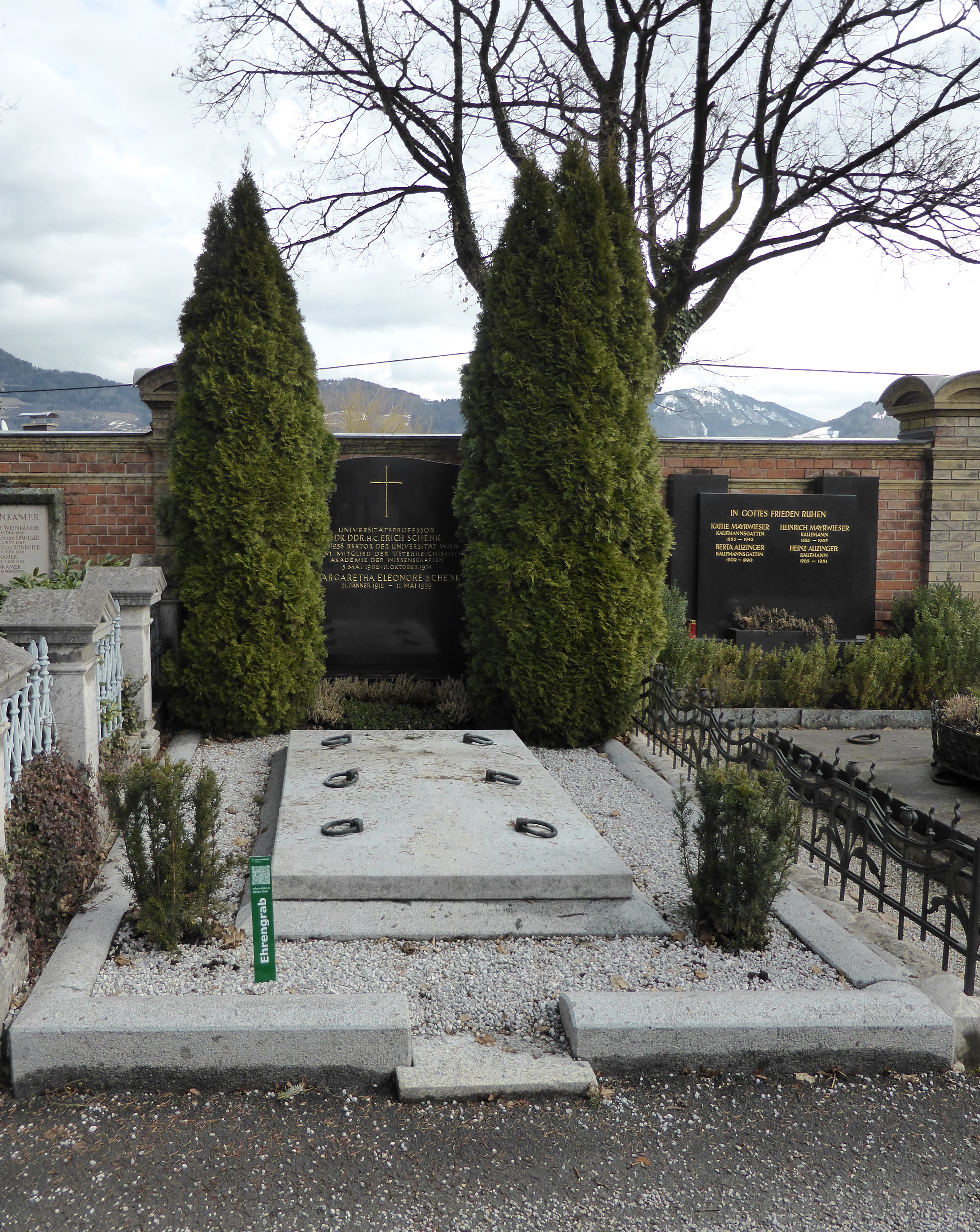
Ehrengrab von Erich und Margaretha Eleonore Schenk, Salzburger Kommunalfriedhof (Rayon 110)

Erich Schenk studierte am Salzburger Mozarteum und anschließend an der Universität München, wo er 1925 auch promoviert wurde. Seine Habilitierung folgte 1930 an der Universität Rostock. An dieser Universität leitete er ab 1936 das musikwissenschaftliche Institut. Nach der Emeritierung von Robert Lach 1940 folgte ihm Schenk als ordentlicher Professor am Institut für Musikwissenschaft der Universität Wien. Er konnte sich auch nach dem Ende der nationalsozialistischen Herrschaft halten und wurde 1946 in die Österreichische Akademie der Wissenschaften aufgenommen. Im Jahr 1950 wurde er zum Dekan der Philosophischen Fakultät gewählt und 1957 schließlich zum Rektor der Universität Wien.
Seinen Ruf als Musikwissenschaftler erwarb er sich u. a. als Herausgeber der musikwissenschaftlichen Reihe Denkmäler der Tonkunst in Österreich (DTÖ) und durch seine Forschungen zur Wiener Klassik und der Musik des Barocks.
Für seine Verdienste um die musikwissenschaftliche Forschung erhielt Schenk zahlreiche Ehrungen, etwa das Große Silberne Ehrenzeichen der Republik Österreich. Ferner wurde er Ehrendoktor der Universitäten Brünn und Rostock. 1966 erhielt er den Wilhelm-Hartel-Preis, 1970 das Österreichische Ehrenzeichen für Wissenschaft und Kunst, 1971 wurde er emeritiert. Ab 2003 verlieh die „Mozartgemeinde Wien“ einen neuen Preis an Nachwuchsmusiker und -musikerinnen unter dem Namen „Erich-Schenk-Preis“, der 2021 in „Interpretationspreis der Mozartgemeinde Wien“ umbenannt wurde. Dieser war von der Witwe des Musikwissenschaftlers testamentarisch verfügt worden und ersetzte den zuvor von der Stadt Wien verliehenen Interpretationspreis.
Seine Grabstätte befindet sich auf dem Salzburger Kommunalfriedhof.

## Antisemitismus Erich Schenks
Nachweislich war Schenk seit den 1930er-Jahren ausgeprägt antisemitisch eingestellt, eine Haltung, die er bis zu seinem Tod nicht korrigierte. Am 2. August 1934 wurde er Mitglied im NS-Lehrerbund, später noch im Nationalsozialistischen Deutschen Dozentenbund. Als Lektor und zeitweiliger Mitarbeiter für das Amt Rosenberg leistete er  Spitzeltätigkeiten, indem er Auskünfte über ehemalige jüdische Studenten der Musikwissenschaften bekanntgab. Außerdem arbeitete er eng mit Herbert Gerigk für die Herausgabe dessen Lexikons der Juden in der Musik  zusammen. Gerigk bedankte sich herzlich bei Schenk: „Eine genaue Durchsicht der Wiener Promoventen [sic!] würde wahrscheinlich noch manchen fetten Juden zu Tage fördern.“ Schenk war wegen der Mitarbeit in Rosenbergs „Sonderstab Musik“ vom Wehrdienst freigestellt worden und wirkte zusätzlich in Rosenbergs Zeitschrift Musik im Kriege mit.
In der 1940 erschienenen Biographie von Johann Strauss (Sohn), die musikwissenschaftlich nach wie vor einen hohen Stellenwert in der Strauss-Forschung besitzt, wird jeder einzelne Jude akribisch gekennzeichnet und Forschungsergebnisse zu den belegten Pathologien Johann Strauss’ durch Ernst Décsey (und die zweifelsfrei auf den Angaben von Strauss’ dritter Frau Adele beruhen) als „selbstherrliche Deutung“ und „journalistische Redefreude“ abgetan, die in Strauss’ Lebensbild nicht vorkamen, „[…] bis der Jude Decsey nach dem Weltkrieg daran ging, es orts- und zeitgeschichtlich zu unterbauen […]“.

### Schenk und die Enteignung der Adler-Bibliothek
Ein besonders unrühmliches Kapitel in Schenks Biographie ist seine Rolle bei der Enteignung der Privatbibliothek von Guido Adler nach dessen Tod 1941. Sie ist hier detailliert dargestellt, da sie exemplarisch für das Verhalten nationalsozialistischer Musikwissenschaftler während des Nationalsozialismus ist. Jahrzehntelang täuschte Schenk Öffentlichkeit und Leser des über sich selbst verfassten Artikels in der Enzyklopädie Musik in Geschichte und Gegenwart (MGG) durch die falsche Behauptung, er habe die „Bibliothek vor dem Zugriff der NS-Behörden“ bewahrt.
Erst als im Jahr 2000 ein Manuskript Gustav Mahlers, das Bestandteil der Bibliothek war, bei Sotheby’s in Wien versteigert werden sollte, wurde die „Causa Schenk-Adler-Bibliothek“ genauer untersucht.
Die Bibliothekarin Yukiko Sakabe hat 2004 und 2007 den Wissensstand zusammengefasst. Sie spricht von der „Beschlagnahme der Bibliothek von Guido Adler unter der Beteiligung des Universitätsprofessors Erich Schenk“: „Unmittelbar nach dem Tod Guido Adlers begann Schenk, die Bibliothek und auch den wissenschaftlichen Nachlass Adlers für sich bzw. für das Institut zu beanspruchen. Schenk informierte das Reichsministerium für Wissenschaft, Erziehung und Volksbildung in Berlin in einem Bericht vom 31. März 1941 über seine eigenmächtige Sicherstellung der Bibliothek.“
Die Enteignung geschah in mehreren Schritten:
- Nach der „eigenmächtigen Sicherstellung der Bibliothek“ durch Schenk opponiert der Generaldirektor der Nationalbibliothek Paul Heigl in einem Brief vom 5. Mai 1941: „Wenn ich mich auch den in Ihrem oben bezeichneten Bericht vorgetragenen Gründen nicht verschliessen will, so halte ich doch besonders im Hinblick auf die in der Bibliothek Guido Israel Adler möglicherweise vorhandenen Manuskripte, Erstdrucke und sonstigen Unica, eine loyale Teilung der Bestände zwischen der Wiener National-Bibliothek und Ihrem Institut für angebracht. Sie wollen sich daher wegen einer solchen mit dem Generaldirektor der Wiener National-Bibliothek ins Benehmen setzen. Im Auftrage gez. Frey“.
- Am 6. Mai und 9. Juni 1941 findet unter der Anwesenheit von zwei Universitätsprofessoren, Leopold Nowak und Robert Haas, eine Besichtigung von Adlers Bibliothek statt. Nowak war damals Schenks Assistent. Haas leitete von 1920 bis 1945 die Musiksammlung der Österreichischen Nationalbibliothek. Melanie Adler[12] schreibt: „Die Besichtigung am Dienstag wurde mir durch den Anwalt [Richard Heiserer, derjenige, der das Mahler-Manuskript entwendete, er war von Schenk beauftragt] aufgedrungen, der sich in meiner Abwesenheit des Schlüssels der Bibliothek bemächtigt hat. Er droht mit der Gestapo, um mich einzuschüchtern und die Sache den anderen in die Hände zu spielen.“ Am 9. Juni 1941 waren als Sachverständige Karl Borufka und Christian M. Nebehay vom Antiquariat Heck anwesend. „Einige Objekte standen nicht auf ihrer Liste. Zum Beispiel das Manuskript von Gustav Mahlers Lied Ich bin der Welt abhanden gekommen, ein weiteres von Arthur Schnitzler sowie eine Totenmaske von Ludwig van Beethoven. In einem Bericht Schenks an die Niederösterreichische Finanzlandesdirektion nach dem Krieg heißt es, dass einige mobile Bestände, darunter auch die Totenmaske von Beethoven, nach einem Bombenangriff auf die Liebiggasse bzw. nach Kampfhandlungen im April 1945 im Musikwissenschaftlichen Institut in Verlust gerieten. Hall und Köstner halten daran fest, Schenk hätte die Totenmaske übernommen, bevor Borufka seine Schätzung durchführte.“[11]
- „Kurz nach der zweiten Besichtigung kündigte Melanie Adler ihren Anwalt Richard Heiserer. Nunmehr sollte Rechtsanwalt Johann Kellner Melanie vertreten. Melanie Adler versuchte, die Bibliothek ihres Vaters der Stadtbibliothek München zu verkaufen. Sie schrieb am 6. August 1941 an Rudolf von Ficker: ‚Vorgestern war der Anwalt […] einen ganzen Vormittag bei der Gestapo. Diese will die Bibliothek umsonst haben u. auch die Wohnung.‘“[11]
- von Ficker schrieb im Oktober 1945 in einem Memorandum über den Vorgang der Beschlagnahme der Adler-Bibliothek: „Bei einem Besuch im musikwissenschaftlichen Seminar am 8. Mai [1942] war ich zufällig Zeuge, wie dort gerade die Bibliothek Adlers samt allen persönlichen Dokumenten und Zubehör abgeladen und aufgestapelt wurde. Prof. Schenk, den ich vorher nicht kannte, teilte mir zur Aufklärung mit, Frl. Adler habe sich saudumm benommen, sie habe sich gegen das Gesetz vergangen, weil sie gegen die von ihm bei der Gestapo bewirkte Beschlagnahme der Bibliothek protestiert hätte. Sie sei geflüchtet, wäre jedoch von der Gestapo schon gefunden worden und dann heisse es: ‚Marsch, nach Polen!‘“[13] Adlers Tochter, Melanie Adler wurde am 20. Mai 1942 deportiert und am 26. Mai 1942 in Maly Trostinez ermordet.[14]
- Mehrere Institute waren am Erwerb des Nachlasses interessiert: z. B. die Nationalbibliothek und die Sammlungen der Gesellschaft der Musikfreunde an Handschriften und Unika, die Städtische Sammlung der Stadt Wien an der Wiener Musik, die Reichshochschule für Musik vom Standpunkt der Vermehrung ihrer Bibliothek, das Kulturamt der Stadt Wien (heute die Bibliothek der Musikschule der Stadt Wien), das Musikwissenschaftliche Institut der Universität Wien, und das Generalreferat für Kunstförderung an den theaterwissenschaftlichen Beständen fürs Archiv. „Am 12. Mai 1942 fand die gemeinsame Besichtigung und Besprechung über die Aufteilung der Sammlung statt. Schenk rechtfertigte seinen Anspruch auf die Bibliothek Adlers damit, dass Guido Adler die Bücher während seiner Lehrtätigkeit gestohlen habe. Das vorhandene Büchermaterial sei zu ca. Dreiviertel als Besitz des Musikwissenschaftlichen Instituts anzusprechen. Es gab aber laut Inventar keinen Nachweis auf einen Besitzanspruch der Universität.“
- 1943 wurde ein Teil der Bücher und Noten aus der Bibliothek Adlers vom Musikwissenschaftlichen Institut in die verschiedenen Wiener Einrichtungen überführt. Schließlich mussten Teile der Bibliothek Adlers über Veranlassung des Reichsgaues Wien an die folgenden Institutionen abgetreten werden: Universitätsbibliothek Wien, Bibliothek der Hochschule für Musik und darstellende Kunst und Musikabteilung der Nationalbibliothek.
- Später wurde die aufgeteilte Bibliothek an Adlers Sohn Hubert-Joachim zurückgegeben, der sie an die University of Georgia verkaufte.[15]

### Gerichtsverfahren gegen Schenk
Nach dem Ende des NS-Staates wurde bei der amerikanischen Besatzungsmacht Anzeige gegen Schenk erstattet. Sektionschef Otto Skrbensky im Unterrichtsministerium leitete damals die Untersuchung. Er bestritt alle Vorwürfe gegen Schenk. Hinsichtlich der Beschlagnahme der Bibliothek Adlers meinte er: „an sich wohl nicht gegen Professor Schenk [zu sprechen], da es ja im Interesse Österreichs gelegen ist, dass diese Bibliothek unserem Vaterland erhalten blieb“. Die Enteignung als Akt des Volkswohls erschien Skrbensky also fraglos als angemessene Maßnahme. Am 30. Juni 1952 schrieb Bundesminister Ernst Kolb an Schenk: „Das Bundesministerium hat diese Anschuldigungen nach eingehender Prüfung der damaligen Vorgänge als unrichtig erkannt und Ihr korrektes Verhalten bei Uebernahme der Bibliothek durch das musikwissenschaftliche Institut der Universität im Sinne einer Vermögenssicherung festgestellt“.

### Nach dem Zweiten Weltkrieg
Als Gösta Neuwirth Anfang der sechziger Jahre eine Arbeit zu Franz Schreker begann, wurde er von Ordinarius Schenk mit den Worten: „Mit Juden gebe ich mich nicht ab!“ abgefertigt. Ein daraufhin eingeleitetes Verfahren gegen Schenk wurde 1967 ergebnislos eingestellt.
Zum geschichtsklitternden Verhalten Schenks gehörte auch, dass er seine während des Nationalsozialismus entstandenen Schriften anlässlich der Neuherausgabe seiner Ausgewählten Aufsätze, Reden und Vorträge bereinigte und umfärbte.

## Publikationen (Auswahl)
- Giuseppe Antonio Paganelli. Sein Leben und seine Werke. Nebst Beiträgen zur Musikgeschichte Bayreuths. Dissertation 1925, München. Waldheim-Eberle, Wien 1928.
- Johann Strauss (Sohn), in der Reihe Herbert Gerigk (Hrsg.): Unsterbliche Tonkunst, Athenaion, Potsdam 1940.
- Das Ahnenerbe, in: W. A. Mozart. Zur Mozart-Woche des Deutschen Reichs in Zusammenarbeit mit dem Reichsministerium für Volksaufklärung und Propaganda und dem Reichsstatthalter in Wien, hrsg. v. Walther Thomas, Wien 1941, S. 16–22.
- Mozart und der italienische Geist, in: Geist der Zeit. Wesen und Gestalt der Völker. Organ des Deutschen Akademischen Austauschdienstes 19 (1941), S. 580–590.
- Musik in Kärnten, in: Schriften zu den Klagenfurter Hochschulwochen, Klagenfurt 1941.
- Organisationsformen deutscher Gemeinschaftsmusik, in: Musikverein für Kärnten. Festschrift 1942, Klagenfurt [1942], S. 58–63.
- 950 Jahre Musik in Österreich. 1946.
- Kleine Wiener Musikgeschichte. Neff, Wien 1947.
- W. A. Mozart. Amalthea-Verlag, Wien u. a. 1955. (Neudruck Piper-Schott, Wien-München 1989. ISBN 3-7957-8268-6)
- Die italienische Triosonate. Das Musikwerk, Köln 1955.
- Ausgewählte Aufsätze, Reden und Vorträge (= Wiener musikwissenschaftliche Beiträge 7), Graz 1967.
- Die außeritalienische Triosonate. Das Musikwerk, Köln 1970.

### Editionen (Auswahl)
- Franz Aspelmayr: Op. 1/4. Trio per due Violini e Basso continuo. Österreichischer Bundesverlag, Wien 1954.
- Giovanni Battista Bassani: Op. 5/9. Sonata a tre per due Violini e Basso continuo. Österreichischer Bundesverlag, Wien 1955/56.
- Heinrich Ignaz Franz Biber: Mensa sonora seu musica instrumentalis, sonatis aliquot liberius sonantibus ad mensam(1680). (Denkmäler der Tonkunst in Österreich 96) Akademische Druck- und Verlagsanstalt, Graz 1960.
- Heinrich Ignaz Franz Biber: Fidicinium sacroprofanum, tam choro, quam foro pluribus fidibus concinnatum et concini aptum (1683). (Denkmäler der Tonkunst in Österreich 97) Akademische Druck- und Verlagsanstalt, Graz 1960.
- Heinrich Ignaz Franz Biber: Sonate tam aris quam aulis servientes (1676). (Denkmäler der Tonkunst in Österreich 106/107) Akademische Druck- und Verlagsanstalt, Graz 1963.
- Tomaso Albinoni: Op. 8/4a. Sonata da chiesa a tre. Per 2 Vl., Vc. e B.c. Doblinger, Wien u. München 1975.

## Auszeichnungen
- 1955: Mozartmedaille durch die Mozartgemeinde Wien[20]